# Кофреси, Роберто
Робе́рто Кофреси́ (исп. Roberto Cofresí Ramírez de Arellano; 17 июня 1791, Кабо-Рохо, Генерал-капитанство Пуэрто-Рико, Испанская империя — 29 марта 1825, Сан-Хуан, Генерал-капитанство Пуэрто-Рико, Испанская империя) — самый известный пират в Пуэрто-Рико, современники называли его Пират Кофреси (исп. El Pirata Cofresí). С раннего возраста Роберто интересовало все что связано с парусными судами и морским делом. К 1818 году, когда он достиг зрелого возраста, в Пуэрто-Рико, который в это время был колонией Испании, были некоторые политические и экономические трудности. Под влиянием ситуации он и решил стать пиратом.
Кофреси командовал несколькими нападениями на суда, экспортировавшие золото из Соединенных Штатов, поэтому местное испанское правительство долгое время игнорировало эти ограбления. В 1824 году Испания назначила в Пуэрто-Рико нового губернатора лейтенанта-генерала Мигеля Лучано. Под политическим давлением со стороны некоторых стран Лучано был вынужден принять меры. Было решено захватить Пирата Кофреси, для этого снарядили три судна «Сан Хосе» (San José) и «Лас Анимас» (Las Animas) под испанским флагом и шхуну «Грампус» (Grampus) под флагом США. 2 марта 1825 года «Грампус» под командованием капитана Джона Слоута настиг шхуну Кофреси «Москит» (El Mosqito) они обменялись залпами, после чего Кофреси попытался бежать, но был схвачен. 29 марта 1825 года суд Сан-Хуана признал Роберто Кофреси виновным, он и его команда были расстреляны.